# Бела-Рада
Бела-Рада (болг. Бела Рада) — село в Болгарии. Находится в Видинской области, входит в общину Видин. Население составляет 555 человек.

## Политическая ситуация
В местном кметстве Бела Рада, в состав которого входит Бела-Рада, должность кмета (старосты) исполняет Верка Иванова Монова (независимый) по результатам выборов.
Кмет (мэр) общины Видин — Румен Ангелов Видов (Граждане за европейское развитие Болгарии (ГЕРБ)) по результатам выборов.